# Lalinde

Lalinde este o comună în departamentul Dordogne din sud-vestul Franței. În 2009 avea o populație de 2.965 de locuitori.

## Evoluția populației
| An        | 1975  | 1982  | 1990  | 1999  | 2006  | 2009  |
| --------- | ----- | ----- | ----- | ----- | ----- | ----- |
| Populație | 3.070 | 2.949 | 3.029 | 2.966 | 2.938 | 2.965 |